# Guča
Guča (serb. Гуча) – miasteczko w Serbii, w okręgu morawickim, w gminie Lučani. W 2011 roku liczyło 1755 mieszkańców.
Słynie z festiwalu trębaczy odwiedzanego każdego roku przez kilkaset tysięcy ludzi.